# Abd-al-Hamid ibn Yahya ibn Sad al-Kàtib
Abd-al-Hamid ibn Yahya ibn Sad al-Kàtib (àrab: عبد الحميد بن يحيى الكاتب, ʿAbd al-Ḥamīd b. Yaḥyà al-Kātib) (mort en 750) fou el fundador del gènere epistolar àrab i un gran creador de recursos estilístics per adaptar la llengua àrab a la prosa profana.
Era un mawla del clan quraixita d'Àmir ibn Luayy i probablement va nàixer a al-Anbar, a l'actual Iraq. Fou secretari de Marwan ibn Muhàmmad abans i després de ser califa, i va compatir la sort del seu senyor a Busir el 5 d'agost del 750. La seva descendència va viure a Egipte, on van ser coneguts com a Banu l-Muhàjir i alguns van ser secretaris del tulúnides.
Va deixar escrites cartes literàries, obres de cancelleria i cartes privades.